# عبد الله الوايل
عبد الله بن علي بن عبد الله الوائل المعروف أيضًا بـالصائغ (ق. 1801 - 1887 م) (ق. 1216 - 1306 هـ) شاعر سعودي من أهل القرن التاسع عشر الميلادي/ الثالث عشر الهجري. ولد في مدينة الهفوف بالأحساء ونشأ بها في عائلة مسلمة جعفرية. درس العلوم الشرعية فيها وفي النجف. عمل بالخطابة والإرشاد والوعظ. توفي في مدينة سيهات بالقطيف. له عدة مؤلفات سقطت أكثر أوراقه أو تلفت وله ديوان الدرر الفاخرة في مدح ورثاء العترة الطاهرة المطبوعة في ثلاث مجلدات. 

## سيرته
هو عبد الله بن علي بن عبد الله الوايل الأحسائي، المعروف أيضًا بالصائغ والقاري. أسرة الوايل من الأسر الأحسائية العربية العريقة، وهم متواجدون في الهفوف سابقًا ويسكن منهم في الكويت، هي أسرة مسلمة جعفرية اثناعشرية. ولد عبد الله الوايل في الهفوف بالأحساء في أوائل القرن الثالث عشر حوالي 1216 هـ/ 1801 م ونشأ بها. درس بها البلاغة والصرف والعروض والمبادي الفقهية على بعض علمائها، محتملًا من محمد حسين أبو خمسين ويبدو أنه سافر إلى النجف لإكمال دراسته الدينية، ومن المؤكد أنه زار العتبات المقدسة الشيعية في العراق ومكث فيها لفترة. 

انتقل من الأحساء إلى القطيف وسكن في سيهات، وفقد ولدًا هناك فرثاه بقصيده. وتوفي هو نفسه فيها سنة 1305 هـ/ 1887 م أو 1309 هـ.

## شعره
كان أديبًا وشاعرًا بارزًا في عصره في نظم الشعر وقرضه في المناسبات المختلفة. تأثر من شعراء عصره في العراق منهم حسين نجف ومحمد علي الأعسم وعبد الحسين شكر وجواد بدقت، وقد خمّس الكثير من أشعارهم وشطّرهما بما يشعر ويؤكد إلمامه بأشعارهم. ظل مجهولًا بسبب ضياع أوراقه وتلف آثاره. قد جمع ديوانه ونشره لأول مرة جعفر بن عبد الحميد الهلالي في سنة 1998 وهو ديوان كبير واسع يشتمل على أكثر من عشرة آلاف بيت من الشعر العمودي والموشح والمخمس سوى التشطير، ومتكوّن من جزئين في ثلاث مجلدات، خص الجزء الأول منه بمدح النبي محمد ورثاءه والأئمة الأثنى عشر، والمجلدين الآخرين الذين يشكلان الجزء الثاني فكل ما فيهما من شعر قد خصّ برثاء الحسين بن علي. وفي الجزء الثاني توجد بعض القصائد بالعامية. 

ذكرت في معجم البابطين عن شاعريته:

## مؤلفاته
- الدرر الفاخرة في مدح ورثاء العترة الطاهرة 1864، ديوان شعر كبير يتألف من ثلاثة أجزاء في مختلف الأغراض والمواضيع.
- كشكول كبير في مجلدين سقطت أكثر أوراقه أو تلفت.
- نهج الأزرية، وهي الملحمة تشتمل على أكثر من 1500 بيت، كما توجد له ثلاثة بنود، في التوحيد، والنبوة، والإمامة.